# Portugal op de Olympische Zomerspelen 2004
Portugal nam deel aan de Olympische Zomerspelen 2004 in Athene, Griekenland. Voor het eerst sinds 1976 werd een zilveren medaille gewonnen. De laatste gouden plak dateert van 1996.

## Medailleoverzicht
| Sport      | Olympiër         | Discipline       | Medaille |
| ---------- | ---------------- | ---------------- | -------- |
| Atletiek   | Francis Obikwelu | 100m (m)         | Zilver   |
| Wielrennen | Sérgio Paulinho  | wegwedstrijd (m) | Zilver   |
| Atletiek   | Rui Silva        | 1500m (m)        | Brons    |

## Resultaten en deelnemers per onderdeel

### Atletiek
| Olympiër          | Onderdeel              | Resultaat | Prestatie |
| ----------------- | ---------------------- | --------- | --- |
| Francis Obikwelu  | 100m (m)               | Zilver    | serie 5: 1ste in 10,09 kwartfinale 1: 1ste in 9,93 (NR) halve finale 2: 2de in 9,97 finale: 2de in 9,86                                                                                                   |
| Francis Obikwelu  | 200m (m)               | 5e        | serie 1: 2de in 20,40 kwartfinale 4: 1ste in 20,33 halve finale 2: 2de in 20,36 finale: 5de in 20,14 |
| João Pires        | 800m (m)               | 33e       | serie 3: 6de in 1.46,71 |
| Manuel Damião     | 1500m (m)              | 13e       | serie 3: 8ste in 3.39,94 halve finale 1: 8ste in 3.37,16 |
| Rui Silva         | 1500m (m)              | Brons     | serie 1: 2de in 3.37,98 halve finale 2: 2de in 3.40,99 finale: 3de in 3.34,68 |
| Luís Sá           | 110m horden (m)        | 45e       | serie 3: 8ste in 14,01 |
| Edivaldo Monteiro | 400m horden (m)        | 18e       | serie 5: 4de in 49,53 halve finale 1: 7de in 49,26 |
| Manuel Silva      | 3000m steeplechase (m) | 33e       | serie 3: 11de in 8.38,31 |
| Alberto Chaíça    | marathon (m)           | 8e        | 2:14.17 |
| João Vieira       | 20km snelwandelen (m)  | 10e       | 1:22.19 |
| Jorge Costa       | 50km snelwandelen (m)  | 34e       | 4:12.24 |
| Pedro Martins     | 50km snelwandelen (m)  | DNF       | niet gefinisht |
| Gaspar Araújo     | verspringen (m)        | 33e       | kwalificatie groep B: 17de met 7,49m |
| Nelson Évora      | hink-stap-springen (m) | 40e       | kwalificatie groep B: 23ste met 15,72m |
| Vítor Costa       | kogelslingeren (m)     | 27e       | kwalificatie groep A: 13de met 72,47m |
|                   |                        |           | |
| Nédia Semedo      | 800m (v)               | 25e       | serie 1: 5de in 2.02,61 |
| Carla Sacramento  | 1500m (v)              | 22e       | serie 1: 8ste in 4.07,73 halve finale 2: 10de in 4.10,85 |
| Inês Monteiro     | 5000m (v)              | 34e       | serie 2: 18de in 16.03,75 |
| Fernanda Ribeiro  | 10000m (v)             | DNF       | niet gefinisht |
| Ana Dias          | marathon (v)           | 62e       | 3:08.11 |
| Helena Sampaio    | marathon (v)           | 47e       | 2:49.18 |
| Susana Feitor     | 20km snelwandelen (v)  | 20e       | 1:32.47 |
| Maribel Gonçalves | 20km snelwandelen (v)  | 26e       | 1:33.59 |
| Inês Henriques    | 20km snelwandelen (v)  | 25e       | 1:33.53 |
| Teresa Machado    | discuswerpen (v)       | 23e       | kwalificatie groep B: 12de met 58,47m |
| Vânia Silva       | kogelslingeren (v)     | 34e       | kwalificatie groep A: 18de met 63,81m |
| Naide Gomes       | zevenkamp (v)          | 13e       | 100m horden: 12de in 13,58 hoogspringen: 4de met 1,85m kogelstoten: 5de in 14,71 200m: 28ste in 25,46 verspringen: 16de met 6,10m speerwerpen: 22ste met 40,75m 800m: 23ste in 2.20,5 totaal: 6151 punten |

### Badminton
| Olympiër          | Onderdeel     | Resultaat | Prestatie                                       |
| ----------------- | ------------- | --------- | ----------------------------------------------- |
| Marco Vasconcelos | enkelspel (m) | 17e       | 1ste ronde: V van GBR Vaughan: 0-2 (5-15, 5-15) |

### Gymnastiek
| Olympiër      | Onderdeel                | Resultaat  | Prestatie |
| Trampoline    | Trampoline               | Trampoline | Trampoline |
| ------------- | ------------------------ | ---------- | --- |
| Nuno Merino   | mannen                   | 6e         | kwalificatie: 8ste met 66,90 punten finale: 6de met 40,10 punten |
| Turnen        |                          |            | |
| Filipe Bezugo | individuele meerkamp (m) | 6e         | kwalificatie: 43ste vloer: 62ste met 8,987 punten sprong: 76ste met 8,925 punten brug: 79ste met 8,262 punten rekstok: 54ste met 9,262 punten ringen: 67ste met 8,962 punten paard voltige: 75ste met 8,525 punten totaal: 52,923 punten |

### Judo
| Olympiër       | Onderdeel | Resultaat | Prestatie |
| -------------- | --------- | --------- | --- |
| Joao Pina      | -66kg (m) | 7e        | 1ste ronde: W van UKR Nastuyev: ippon 2de ronde: W van HUN Ungvári: yuko kwartfinale: V van CUB Arencibia: ippon herkansingen: W van VEN Ortíz: yuko herkansingen 2: V van ESP Peñas: yuko                              |
| Joao Neto      | -73kg (m) | 7e        | 1ste ronde: vrij 2de ronde: W van CYP Christodoulides: yuko 3de ronde: W van ROU Baştea: ippon kwartfinale: V van MDA Bivol: ippon herkansingen: W van IRI Malekmohammadi: ippon herkansingen 2: V van USA Pedro: ippon |
| Nuno Delgado   | -81kg (m) | 21e       | 1ste ronde: V van ITA Meloni: yuko |
|                |           |           | |
| Telma Monteiro | -52kg (v) | 9e        | 1ste ronde: W van GUI Soumah: ippon 2de ronde: W van ISR Feinblat: ippon kwartfinale: V van FRA Euranie: koak herkansingen: V van ROU Aluaş: ippon                                                                      |

### Kanovaren
| Olympiër      | Onderdeel     | Resultaat | Prestatie                                                                       |
| ------------- | ------------- | --------- | ------------------------------------------------------------------------------- |
| Emanuel Silva | K-1 500m (m)  | 21e       | serie 3: 4de in 1.40,067 halve finale 2: 7de in 1.43,051                        |
| Emanuel Silva | K-1 1000m (m) | 7e        | serie 3: 3de in 3.29,54 halve finale 2: 3de in 3.29,942 finale: 7de in 3.33,862 |

### Paardensport
| Olympiër     | Onderdeel   | Resultaat | Prestatie |
| Eventing     | Eventing    | Eventing  | Eventing |
| ------------ | ----------- | --------- | --- |
| Carlos Grave | individueel | 46e       | dresuur: 70ste met 72,80 strafpunten cross-country: 43ste met 12,8 strafpunten springconcours: 46ste met 11 strafpunten totaal: 96,60 strafpunten |

### Schermen
| Olympiër   | Onderdeel  | Resultaat | Prestatie                                          |
| ---------- | ---------- | --------- | -------------------------------------------------- |
| João Gomes | floret (m) | 46e       | 1ste ronde: vrij 2de ronde: V van EGY Tahoun: 4-15 |

### Schietsport
| Olympiër          | Onderdeel            | Resultaat | Prestatie                                             |
| ----------------- | -------------------- | --------- | ----------------------------------------------------- |
| João Costa        | 50m pistool (m)      | 12e       | kwalificatie: 12de met 556 punten (97-90-90-94-91-94) |
| João Costa        | 10m luchtpistool (m) | 17e       | kwalificatie: 17de met 578 punten (97-95-99-95-97-95) |
| Custódio Ezequiel | trap (m)             | 21e       | kwalificatie: 21ste met 115 punten (21-24-24-24-22)   |

### Triatlon
| Olympiër          | Onderdeel | Resultaat | Prestatie  |
| ----------------- | --------- | --------- | ---------- |
| Vanessa Fernandes | vrouwen   | 8e        | 2:06.15,39 |

### Voetbal
| Olympiër | Onderdeel | Resultaat | Prestatie                                                             |
| --- | --------- | --------- | --------------------------------------------------------------------- |
| Hugo Almeida Bruno Alves João Paulo Nuno Frechaut Bosingwa Ricardo Costa Danny Carlos Martins Fernando Meira Raul Meireles Moreira Mário Sérgio Luís Boa Morte Jorge Ribeiro Cristiano Ronaldo Lourenço Hugo Viana Beto Custódio Bruno Vale | mannen    | 14e       | groep D: 4de V van Irak: 2-4 W van Marokko: 2-1 V van Costa Rica: 2-4 |

| Groep D |            |             |             |             |             |            |            |            |        |
| #       | Land       | Wedstrijden | Wedstrijden | Wedstrijden | Wedstrijden | Doelpunten | Doelpunten | Doelpunten | Punten |
| #       | Land       | G           | W           | G           | V           | V          | T          | Saldo      | Punten |
| 1       | Irak       | 3           | 2           | 0           | 1           | 7          | 4          | +3         | 6      |
| 2       | Costa Rica | 3           | 1           | 1           | 1           | 4          | 4          | 0          | 4      |
| 3       | Marokko    | 3           | 1           | 1           | 1           | 3          | 3          | 0          | 4      |
| 4       | Portugal   | 3           | 1           | 0           | 2           | 6          | 9          | -3         | 3      |

| Ronde       | Datum     | Plaats     | Land | Score    | Land |
| ----------- | --------- | ---------- | ---- | -------- | ---- |
| Groepsfase  |           |            |      |          |      |
| 12 augustus | Heraklion | Irak       | 4-2  | Portugal |      |
| 15 augustus | Heraklion | Marokko    | 1-2  | Portugal |      |
| 18 augustus | Heraklion | Costa Rica | 4-2  | Portugal |      |

### Volleybal
| Olympiër                | Onderdeel | Resultaat | Prestatie |
| Beach                   | Beach     | Beach     | Beach |
| ----------------------- | --------- | --------- | --- |
| Miguel Maia João Brenha | beach (m) | 9e        | groep F: 3de V van RSA Pocock/Rorich: 0-2 (20-22, 20-22) W van GRE Beligratis/Michalopoulos: 2-0 (21-14, 21-19) V van ARG Baracetti/Conde: 1-2 (13-21, 21-16, 5-15) 2de ronde: V van SUI Heuscher/Kobel: 0-2 (18-21, 19-21) |

### Wielersport
| Olympiër        | Onderdeel        | Resultaat | Prestatie      |
| Weg             | Weg              | Weg       | Weg            |
| --------------- | ---------------- | --------- | -------------- |
| Sérgio Paulinho | tijdrit (m)      | 25e       | 1:01.25,63     |
| Gonçalo Amorim  | wegwedstrijd (m) | DNF       | niet gefinisht |
| Cândido Barbosa | wegwedstrijd (m) | DNF       | niet gefinisht |
| Sérgio Paulinho | wegwedstrijd (m) | Zilver    | 5:41.45        |
| Nuno Ribeiro    | wegwedstrijd (m) | 27e       | 5:41.56        |

### Worstelen
| Olympiër       | Onderdeel      | Resultaat      | Prestatie                                                    |
| Grieks-Romeins | Grieks-Romeins | Grieks-Romeins | Grieks-Romeins                                               |
| -------------- | -------------- | -------------- | ------------------------------------------------------------ |
| Hugo Passos    | -60kg (m)      | 21e            | groep 2: 3de V van ROU Diaconu: 0-4 V van USA Gruenwald: 0-4 |

### Zeilen
| Olympiër                    | Onderdeel      | Resultaat | Prestatie                                     |
| --------------------------- | -------------- | --------- | --------------------------------------------- |
| João Rodrigues              | mistral (m)    | 6e        | 78 punten: (10-2-22-9-3-5-4-OCS-7-8-8)        |
| Álvaro Marinho Miguel Nunes | 470 (m)        | 7e        | 103 punten: (22-5-20-21-10-8-9-1-20-1-8)      |
|                             |                |           |                                               |
| Joana Pratas                | europe (v)     | 22e       | 169 punten: (2-24-17-22-24-16-12-OCS-22-9-21) |
|                             |                |           |                                               |
| Gustavo Lima                | laser          | 5e        | 88 punten: (1-15-7-28-14-19-6-4-2-1-19)       |
| Nuno Barreto Diogo Cayolla  | tornado klasse | 16e       | 122 punten: (DNC-16-14-16-12-13-12-15-11-6-7) |

### Zwemmen
| Olympiër                                           | Onderdeel             | Resultaat | Prestatie                    |
| -------------------------------------------------- | --------------------- | --------- | ---------------------------- |
| Pedro Silva                                        | 50m vrije slag (m)    | 36e       | serie 7: 6de in 23,23        |
| Tiago Venâncio                                     | 100m vrije slag (m)   | 26e       | serie 9: 7de in 50,18        |
| Luís Monteiro                                      | 200m vrije slag (m)   | 29e       | serie 5: 5de in 1.51,78      |
| Fernando Costa                                     | 1500m vrije slag (m)  | 21e       | serie 5: 8ste in 15.32,55    |
| José Couto                                         | 100m schoolslag (m)   | 33e       | serie 5: 7de in 1.03,72      |
| Simão Morgado                                      | 100m vlinderslag (m)  | 24e       | serie 5: 3de in 53,53        |
| João Araújo Luís Monteiro Adriano Niz Miguel Pires | 4x200m vrije slag (m) | 14e       | serie 1: 7de in 7.27,99 (NR) |
|                                                    |                       |           |                              |
| Diana Gomes                                        | 100m schoolslag (v)   | 24e       | serie 4: 8ste in 1.11,40     |
| Diana Gomes                                        | 200m schoolslag (v)   | 23e       | serie 3: 5de in 2.34,23      |
| Raquel Felgueiras                                  | 200m vlinderslag (v)  | 20e       | serie 2: 6de in 2.13,08      |

Afghanistan · Albanië · Algerije · Amerikaanse Maagdeneilanden · Amerikaans-Samoa · Andorra · Angola · Antigua en Barbuda · Argentinië · Armenië · Aruba · Australië · Azerbeidzjan · Bahama's · Bahrein · Bangladesh · Barbados · België · Belize · Benin · Bermuda · Bhutan · Bolivia · Bosnië en Herzegovina · Botswana · Brazilië · Britse Maagdeneilanden · Brunei · Bulgarije · Burkina Faso · Burundi · Cambodja · Canada · Centraal-Afrikaanse Republiek · Chili · China · Chinees Taipei · Colombia · Comoren · Congo-Brazzaville · Congo-Kinshasa · Cookeilanden · Costa Rica · Cuba · Cyprus · Denemarken · Djibouti · Dominica · Dominicaanse Republiek · Duitsland · Ecuador · Egypte · El Salvador · Equatoriaal-Guinea · Eritrea · Estland · Ethiopië · Fiji · Filipijnen · Finland · Frankrijk · Gabon · Gambia · Georgië · Ghana · Grenada · Griekenland · Groot-Brittannië · Guam · Guatemala · Guinee · Guinee‑Bissau · Guyana · Haïti · Honduras · Hongarije · Hongkong · Ierland · IJsland · India · Indonesië · Irak · Iran · Israël · Italië · Ivoorkust · Jamaica · Japan · Jemen · Jordanië · Kaaimaneilanden · Kaapverdië · Kameroen · Kazachstan · Kenia · Kirgizië · Kiribati · Koeweit · Kroatië · Laos · Lesotho · Letland · Libanon · Liberia · Libië · Liechtenstein · Litouwen · Luxemburg · Macedonië · Madagaskar · Malawi · Malediven · Maleisië · Mali · Malta · Marokko · Mauritanië · Mauritius · Mexico · Micronesië · Moldavië · Monaco · Mongolië · Mozambique · Myanmar · Namibië · Nauru · Nederland · Nederlandse Antillen · Nepal · Nicaragua · Nieuw-Zeeland · Niger · Nigeria · Noord-Korea · Noorwegen · Oeganda · Oekraïne · Oezbekistan · Oman · Oostenrijk · Oost‑Timor · Pakistan · Palau · Palestina · Panama · Papoea-Nieuw-Guinea · Paraguay · Peru · Polen · Portugal · Puerto Rico · Qatar · Roemenië · Rusland · Rwanda · Saint Kitts en Nevis · Saint Lucia · Saint Vincent en Grenadines · Salomonseilanden · Samoa · San Marino · Sao Tomé en Principe · Saoedi-Arabië · Senegal · Servië en Montenegro · Seychellen · Sierra Leone · Singapore · Slovenië · Slowakije · Soedan · Somalië · Spanje · Sri Lanka · Suriname · Swaziland · Syrië · Tadzjikistan · Tanzania · Thailand · Togo · Tonga · Trinidad en Tobago · Tsjaad · Tsjechië · Tunesië · Turkije · Turkmenistan · Uruguay · Vanuatu · Venezuela · Verenigde Arabische Emiraten · Verenigde Staten · Vietnam · Wit-Rusland · Zambia · Zimbabwe · Zuid-Afrika · Zuid-Korea · Zweden · Zwitserland